# François Pinsson
François Pinsson (Franciscus Pinssonius, en latin) est un avocat et jurisconsulte français né à Bourges le 5 août 1612 et mort à Paris le 10 octobre 1691.

## Biographie
François Pinsson est le fils de François Pinsson (†1643), docteur et professeur en droit à Bourges, et de Marie Bengy, fille d'Antoine Bengy (vers 1567-1616). Il a étudié la jurisprudence dans l'école de son père. Il était petit fils d’Antoine Bengy, conseiller en la prévôté de Bourges, docteur et professeur de droit à l'université de Bourges, en 1593, qui a ensuite repris la chaire de Jacques Cujas (Toulouse 1522-Bourges 1590).
Licencié en droit, il s'est installé à Paris en 1633 où il s'est fait recevoir comme avocat le 5 décembre. Il a commencé par plaider au Châtelet et ensuite au parlement de Paris. Il était considéré comme un expert pour les matières bénéficiales sur lesquelles il a rédigé de savants ouvrages. Dès 1654, il a fait paraître un ample traité en latin sur les bénéfices que son aïeul, Antoine Bengy, avait enseigné dans l'université de Bourges mais qu'il n'avait pu terminer et qu'il a poursuivi à partir du chapitre de oneribus & immunitatibus ecclesiarum. Il a ensuite écrit sur les pragmatiques sanctions de saint Louis et de Charles VII. En 1673, il a présenté à Louis XIV ses notes sommaires sur les indults accordés au roi par les papes Alexandre VII et Clément IX. Ce traité donne quantités d'actes formant une collection utile. Son ouvrage le plus intéressant est le traité des régales.
Il a été bâtonnier de la communauté des avocats et des procureurs du parlement de Paris, en 1682.
Le 25 février 1688, il a été reçu un des 24 docteurs honoraires de la faculté en droit à la place de Jean Boscager (Béziers 1601-1687).
Il est mort le 10 octobre 1691, sous-doyen de la compagnie des avocats.
François Pinsson a travaillé à la révision des œuvres du savant Antoine Mornac († vers 1619) et celles de Charles du Moulin (1500-1556). Il a publié en 1681 des notes de droit canonique dans le tome IV des œuvres de Charles du Moulin.
Son fils, François Pinson des Riolles, a été avocat au parlement de Paris.

## Publications
- Antonii Bengei in alma Biturigum Academia antecessoris primicerii, et Francisci Pinssonii parisiensis advocati ejusdem ex filia nepotis tractatus de Beneficiis ecclesiasticis ex definitione desumptus ad usum fori Gallici et libertatum Ecclesiæ Gallicanæ accomodatus, Antoine de Sommaville, Paris, 1654
- Sancti Ludovici Francorum regis christianissimi pragmatica sanctio, et in eam historica præfatio et commentarius, chez François Muguet, Paris, 1663 (lire en ligne)
- Caroli septimi Francorum regis Pragmatica sanctio cum glossis domini Cosmæ Guymier Parisini supremæ Galliarum curiæ senatoris, et inquisitionum præsidis, et additionibus Philippi Probi Biturici ad Pragmaticæ Sanctionis et Concordatorum dissidia componenda ; accedunt historia Pragmaticæ Sanctionis et Concordatorum, annatationes marginales, et veterum instrumentorum supplementa, opera et studio Francisci Pinssonii Biturici, advocati Parisiensis, chez François Clouzier, Paris, 1666
- Notes sommaires sur les indults accordés au Roy ou à d'autres, à sa recommandation par les derniers papes Alexandre VII et Clément IX, chez Charles de Sercy, Paris, 1680 1re partie, 2e partie
- Traité singulier des régales, ou des droits du Roi sur les bénéfices ecclésiastique. Inventaire des indults, pièces, titres et mémoires emploiyez et servans de preuves au Traité singulier des régales ou des droits du Roi sur les bénéfices ecclésiastiques, 1688, tome 1, tome 2
- Conférence sur l'édit de contrôle et la déclaration des insinuations ecclésiastiques avec plusieurs autres instructions sur les matières bénéficiales, 1688 (lire en ligne)